# Железнодорожная будка 3755 км
3755 км — упразднённый в 2024 году населённый пункт (тип:железнодорожная будка) в Тяжинском районе Кемеровской области России. Входила на год упразднения в состав Нововосточной сельской территории   Тяжинского административного района в рамках административно-территориального устройства и в состав Тяжинского муниципального округа в рамках организации местного самоуправления.

## География
Центральная часть урочища  расположена на высоте 268 метров над уровнем моря.

## История
Входила до 2019 года в состав Нововосточного сельского поселения Тяжинского муниципального района.
В 2019—2024 годах в составе Тяжинского муниципального округа
Исключена из учётных данных в 2024 году.

## Население
| 1970 | 1979 | 1989 | 2002 | 2010 | 2021 |
| ---- | ---- | ---- | ---- | ---- | ---- |
| 26   | ↘19  | ↘13  | ↘10  | ↘3   | ↘0   |